# عين (صيدا)
عين  أو عين الدلب هي إحدى القرى اللبنانية من قرى قضاء صيدا في محافظة الجنوب.
قرية عين الدلب هي قرية صغيرة تقع في الجانب الشرقي من مدينة صيدا القديمة.
مصطلح “عين الدلب” يرمز إلى وجود عين ماء في القرية، مع عدد من أشجار الدلب. القرية تقع على ارتفاع حوالى 200 متر فوق مستوى سطح البحر، وهي واحدة من قرى عديدة مبنية على قمم التلال في منطقة شرق صيدا. يحدها من الشمال قرية “الهلالية”، من الجنوب والغرب قرية “الميي وميي”، ومن الشرق قرية “القرية”.
قرية عين الدلب ذات مناظر خلابة جدا، ولكن هذه المناظر الجميلة في تراجع بسبب كمية البناء الجديد الذي غزا القرية منذ 10 سنوات أو نحو ذلك، لما للقرية من موقع قريب جدا من وسط مدينة صيدا.
تقع القرية على تلة، وعلى هذه التلة كنيستين كنيسة القديس مارون للموارنة وكنيسة القديس باسيليوس للروم الملكيين الكاثوليك. كل من الكنيستين تقع على قمة تل، كما هو العرف في بناء الكنائس في لبنان عموما. عدد سكان القرية هو حوالي 3.000 نسمة
يمر خلال قرية عين الدلب جدول صغير وهو واحدٌ من أبرز معالم القرية، بالإضافة إلى البستان. “البستان” بستان كبير من أشجار الليمون، ومجموعة متنوعة من أشجار البرتقال، والعديد من الأشجار الاكيدنية (Luqwat). منطقة البستان تحتل حوالي 80،000 متر مربع.
إنتاج القرية الرئيسي على قدم المساواة مع إنتاج الفاكهة يتمحور حول شجرة الزيتون. في الواقع، صناعة زيت الزيتون تعد الصناعة الرئيسية في القرية. إنتاج الزيتون ومشتقاته عديدة تتراوح من مخلل الزيتون إلى زيت الزيتون والصابون. وهناك أيضا منتجات زراعية بسيطة ولكنها ليست ذات طابع تجاري، مثل أشجار العنب، والكروم المختلفة التي تزرع ويهتم بها بدقة متناهية هي فقط من أجل الاستهلاك المحلي.